# Ленкоран
Ленкоран (на азербайджански: Lənkəran, Ләнкәран, لنکران) е град в Азербайджан, на брега на Каспийско море, близо до южната граница с Иран, с население от 223 100 души 2016 г.

## Етимология
Най-старата форма на името е на фарси и означава „мястото, откъдето се вдига котва“ (на персийски: لنگرکنآن) Друг възможен превод на името е от мидийски и означава граница, край, земята на каспийското племе Лан.

## История
Селище възниква в блатист район по протежение на северния бряг на едноименната река. Има останки от човешки селища в района, датирани от Неолита, Бронзовата и Желязната епоха.
Новата история на селището започва от XVI век. Със смъртта на Надир Шах започва разпад и на Персийската империя, при което Сефевидът Сайед Абас основава в района Талъшко ханство през 1720-те години. След Руско-персийската война от 1722 – 1723 г. попада за кратко в Руската империя, но през 1732 г. е върнат на Иран в съответствие с договора от Решт. След Руско-персийската война от 1804 – 1813 г. руски военен контингент под командването на Пьотър Котляревски („Бича на Кавказ“) щурмува и превзема Ленкоранската крепост. След Гюлистанския договор от 1813 г. Ленкоран отново е върнат на Иран. За трети път, съгласно Туркменчайския договор от 1828 г. след Руско-персийската война от 1826 – 1828 г., Иран на династия Каджар е принуден да отстъпи безвъзвратно града на Русия.
Присъединен е към Руската империя преди ХХ век. След Октомврийската революция от 1917 г. градът влиза за кратко време в състава на Демократична република Азербайджан (1918). От 1920 г. е в състава на новообразуваната Азербайджанска ССР, станала съюзна република в Закавказката СФСР и после направо в СССР. При разпада на СССР Азербайджанската ССР обявява независимост (1991).

## География
Около града има пясъчни плажове. Сулфидни, хлоридни, натриево-калциеви минерални извори са разположени на 12 км западно от града. Също на запад се намират руините на двореца на Балабур, недалеч от селото със същото име.
Регионът разполага с обширни национални паркове, обитавани от разнообразие на флора и фауна. Държавният резерват Гъзъл-Агач е среда за повече от 250 вида растения, над 220 вида птици и 30 вида риби. Градът е известен като дом на желязното дърво Parrotia persica. Местна легенда разказва, че това е единственото дърво, което се дави във водата, откъдето идва и името желязно дърво. В миналото е използвано предимно за отопление, тъй като гори дълго и трудно гасне. В националния парк живеят Персийски леопарди (подвид на леопардите). Индивиди от вида Сенокосци са интродуцирани в района през 1937 г.

### Климат
Ленкоран е с влажен субтропичен климат (Cfa), подобен на средиземноморския климат. Градът има хладна, влажна зима и изключително топло, сухо и много влажно лято. Максималното количество на валежите е от 1600 до 1800 мм, най-голямо в Азербайджан.

| Климатична таблица \| Показатели \| ян \| фев \| мар \| апр \| май \| юни \| юли \| авг \| сеп \| окт \| ное \| дек \| \| ---------- \| -- \| --- \| --- \| --- \| --- \| --- \| --- \| --- \| --- \| --- \| --- \| --- \| |    |     |     |     |     |     |     |     |     |     |     |     |
| Показатели | ян | фев | мар | апр | май | юни | юли | авг | сеп | окт | ное | дек |

### Население
Ленкоран е дом на най-голямата талишка общност.
- азербайджанци – 62,1 % (31 151 души)
- талиши – 35,9 % (17 935 души)
- Други – 2 % (1 024 души)

## Икономика
Доминиращ фактор в икономиката на Ленкоран и района е селското стопанство – зеленчукопроизводството, чаеводството, отглеждането на цитрусови растения, пчеларството, риболовът, а също отглеждането на зърнени култури. За това благоприятстват влажният субтропичен климат, наличието на плодородна обработваема земя и напоителни съоръжения, както и достатъчно трудови ресурси на града.
В града работи първата в Азербайджан чаена фабрика – основана е през 1937 година.
Лянкоранското международно летище обслужва вътрешни и международни дестинации. Международният летищен терминал е открит през септември 2008 г. Напът е да се нареди сред най-натоварените центрове в Азербайджан. В града има железопътна гара, обслужваща линия до столицата Баку.

## Култура
Ислямът е най-голямата религиозна общност в града. Повечето мюсюлмани са шиити (Република Азербайджан се нарежда на 2-ро място в света след Иран по дял на шиитите от населението). Известни джамии в града са Кичик чарши джамия и Беюк чарши джамия.
През 2012 година заедно с Баку и Ганджа Ленкоран участва в движението Час на Земята.
Ленкоранската кухня до голяма степен се влияе от мултикултурната история, оттам е и голямото разнообразие от храни, произведени при Талишкото ханство. Ленкорански специалитети са ляванги, кулча ленкоранска, марж на ориз, бял ориз, тиква пилаф и туршу кебап.
Ленкоран е дом на няколко национални народни изпълнители, включително Bacılar (сестри) на националния Талышкого народни и спортни танци на колектива.
Регионален канал „Джануб Телевизия“ и вестниц „Ленкоран“ са със седалище в града.
Ленкоранският държавен университет е основан през 1991 г.

## Спорт
В града има професионален футболен клуб „Хазар Ленкоран“, който играе в Премиер-лигата на Азербайджан. Спортни площадки в града са Ленкоранският градски стадион и Лянкоранският олимпийски спортен комплекс. На стадиона са играни мачове от груповата фаза от световната U-17 купа по футбол за момичета през 2012 г.
Градът печели домакинство на европейски състезания по вдигане на тежести през 2012 г.

## Известни жители
Някои от различни категории жители включват: генерал-майор от съветската танковите войски по време на Втората Световна Война Ази Асланов, генерал от артилерията в царската армия, Пенко Бек Мехмандаров, фолк-певицата и актриса театър Джахан Talyshinskaya, активист на Gergana Bayramalibeyova, поп певицата Илхам Гасымова, щангистът Туран Мирзоев, певицата Хагигат тази посока" и футболист Дмитрий Ralica.

## Побратимен град
Ленкоран е побратимен с град Монтерей, щата Калифорния, САЩ от 2011 г.